# Stammliste des Hauses Mecklenburg (Linie Strelitz)

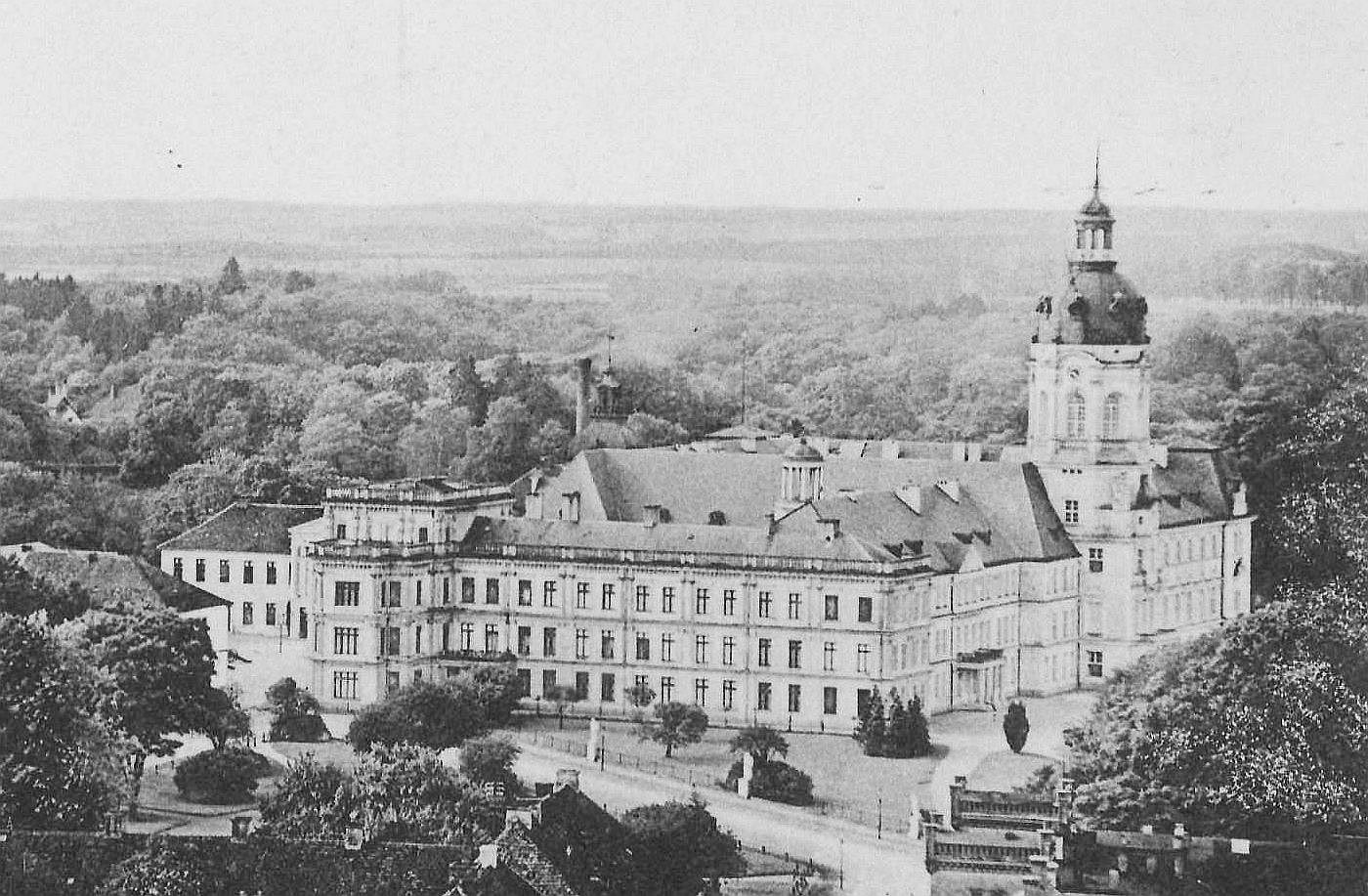
Schloss Neustrelitz (1945 zerstört)

Die Linie Mecklenburg-Strelitz des herzoglichen Hauses Mecklenburg entstand am 8. März 1701 als Folge der im Hamburger Vergleich vereinbarten dritten mecklenburgischen Hauptlandesteilung. Als Stifter der Linie gilt Adolf Friedrich II., Herzog zu Mecklenburg. Unter seinen männlichen Abkömmlingen finden sich alle Regenten des neu gebildeten (Teil-)Herzogtums Mecklenburg-Strelitz, die bis zum Ende der Monarchie zunächst als Herzog zu Mecklenburg, ab 28. Juni 1815 als Großherzog von Mecklenburg etc. titulierten. Eine Titelergänzung um den Namen des Strelitzer Landesteils war nur umgangssprachlich in Gebrauch. Diese Titelzusätze wurden z. B. auf Geldmünzen, Briefmarken, Urkunden, Orden und zur Vermeidung von Verwechselungen im diplomatischen und rechtsgeschäftlichen Verkehr verwendet, waren aber nie Bestandteil der offiziellen Titulatur.
Das mecklenburgische Fürstenhaus hatte sich im Hamburger Erbvergleich für die Dynastie auf das Erbfolgeprinzip der Primogenitur geeinigt. Trotzdem brachte die Thronbesteigung des erst 14-jährigen Herzogs Adolf Friedrich IV. um die Jahreswende 1752/53 wiederum politische Verwicklungen, die sich aus dem politischen Ringen zwischen Fürsten und Ritterschaft im Land im Vorfeld des Landesgrundgesetzlichen Erbvergleichs (LGGEV) erklären. Die thronfolgefähige regierende Linie Mecklenburg-Strelitz der mecklenburgischen Dynastie endete 1934 mit Carl Michael.
Nachfahren in der Linie Mecklenburg-Strelitz leben noch heute. Zur Erhaltung des früheren Titels Herzog zu Mecklenburg (der entsprechend der Weimarer Verfassung ein Familienname geworden war) adoptierte Carl Michael Herzog zu Mecklenburg den Sohn seines Bruders Georg Alexander. Der frühere Großherzog von Mecklenburg-Schwerin, Friedrich Franz IV., erkannte die Adoption hausrechtlich unter der Bedingung an, dass ein Thronfolgerecht dadurch nicht begründet werde. Am 18. Dezember 1950 attestierten der (frühere) Erbgroßherzog Friedrich Franz und Adolf Friedrich Herzog zu Mecklenburg (-Schwerin) Georg Herzog zu Mecklenburg die Führung des für die Herzöge bis 1918 üblich gewesenen Prädikates „Hoheit“ und die Bezeichnung „Chef des Mecklenburg-Strelitzer Hauses“. Für dynastische Fragen blieb die Adoption und deren Folgen bedeutungslos.

## Stammliste
1. Adolf Friedrich II. (1658–1708), reg. Herzog zu Mecklenburg [-Strelitz]; → Vorfahren siehe Stammliste von Mecklenburg
  1. Adolf Friedrich III. (Mecklenburg) (1686–1752), reg. Herzog zu Mecklenburg [-Strelitz]
  2. Gustave Karoline (1694–1748) ⚭ Christian Ludwig II. (Mecklenburg) (1683–1756)
  3. Karl zu Mecklenburg (1708–1752), gen. „Prinz von Mirow“ ⚭ Elisabeth Albertine von Sachsen-Hildburghausen (1713–1761), Tochter von Herzog Ernst Friedrich I. (Sachsen-Hildburghausen) (1681–1724)
    1. Christiane zu Mecklenburg (1735–1794)
    2. Adolf Friedrich IV. (Mecklenburg) (1738–1794), reg. Herzog zu Mecklenburg [-Strelitz]
    3. Karl II. (Mecklenburg) (1741–1816), reg. Herzog zu …, (ab 1815) Großherzog von Mecklenburg [-Strelitz] ⚭ Friederike Caroline Luise von Hessen-Darmstadt (1752–1782), Tochter von Landgraf Georg Wilhelm (Hessen-Darmstadt) (1722–1782)
      1. Charlotte (1769–1818) ⚭ Friedrich (Sachsen-Altenburg) (1763–1834)
      2. Karoline (1771–1773)
      3. Georg (1772–1773)
      4. Therese Mathilde von Mecklenburg-Strelitz (1773–1839) ⚭ Karl Alexander von Thurn und Taxis (1770–1827)
      5. Friedrich (1774–1774)
      6. Luise von Mecklenburg-Strelitz (1776–1810) ⚭ 1793 König Friedrich Wilhelm III. (Preußen) (1770–1840)
      7. Friederike zu Mecklenburg (1778–1841)
      8. Georg (Mecklenburg) (1779–1860), Großherzog von Mecklenburg [-Strelitz] ⚭ Marie von Hessen-Kassel (1796–1880), Tochter von Landgraf Friedrich von Hessen-Kassel (1747–1837)
        1. Luise (1818–1842)
        2. Friedrich Wilhelm II. (Mecklenburg) (1819–1904), Großherzog von Mecklenburg [-Strelitz] ⚭ Augusta Karoline von Cambridge (1822–1916), Tochter von Adolphus Frederick, 1. Duke of Cambridge (1774–1850)
          1. Adolf Friedrich V. (Mecklenburg) (1848–1914), Großherzog von Mecklenburg [-Strelitz] ⚭ Elisabeth von Anhalt-Dessau (1857–1933), Tochter von Herzog Friedrich I. (Anhalt) (1831–1904)
            1. Marie von Mecklenburg-Strelitz (1878–1948) ⚭ (I) 1899 Graf George Jametel ⚭ 1908; ⚭ (II) 1914 Julius Ernst Prinz zur Lippe (-Biesterfeld)
            2. Jutta von Mecklenburg-Strelitz (1880–1946) ⚭ Danilo von Montenegro (1871–1939)
            3. Adolf Friedrich VI. (Mecklenburg) (1882–1918), Großherzog von Mecklenburg [-Strelitz]
            4. Karl Borwin zu Mecklenburg (1888–1908)

        3. Caroline zu Mecklenburg (1821–1876) ⚭ König Friedrich VII. (Dänemark) (1808–1863)
        4. Georg zu Mecklenburg (1824–1876) ⚭ Katharina Michailowna Romanowa (1827–1894), Tochter von Großfürst Michael Pawlowitsch Romanow (1798–1849)
          1. Nikolaus (1854)
          2. Helene zu Mecklenburg(-Strelitz) (1857–1936) ⚭ Albert von Sachsen-Altenburg (1843–1902)
          3. Georg Alexander zu Mecklenburg (1859–1909) ⚭ Natalia Feodorovna Gräfin von Carlow (1858–1921), Tochter des Kaiserl. Russ. Staatsrates Feodor v. Vanljarski
            1. Ekaterina (1891–1940), Gräfin von Carlow ⚭ Vladimir Emmanuelovich Fürst Galitzin (1884–1954)
            2. Marie (1893–1979), Gräfin von Carlow
            3. Natalia (1894–1913), Gräfin von Carlow
            4. Georg Herzog zu Mecklenburg (1899–1963), Chef des Großherzoglichen Hauses Mecklenburg-Strelitz ⚭ (I) 1920 Irene Rajevsky, Tochter des Generalmajors Michael Rajevsky; ⚭ (II) 1956 Charlotte Erzherzogin von Österreich (1921–1989), Tochter von Kaiser Karl I. (Österreich-Ungarn) (1887–1922)
              1. Georg Alexander Herzog zu Mecklenburg (1921–1996), Chef des Großherzoglichen Hauses Mecklenburg-Strelitz ⚭ 1946 Ilona Erzherzogin von Österreich, Prinzessin von Ungarn (1927–2011), ⚭ 1974
                1. Elisabeth Christine (* 1947) ⚭ 1975 Alhard Graf von dem Bussche-Kessell (* 1947)
                2. Maria Katharina (* 1949) ⚭ 1978 Wolfgang von Wasielewski (* 1951)
                3. Irene (* 1952)
                4. Georg Borwin (* 1956), Chef des Großherzoglichen Hauses Mecklenburg-Strelitz ⚭ 1986 Alice Wagner (* 1958)
                  1. Helene Olga (* 1988)
                  2. Georg Alexander (* 1991), ⚭ 2022 Hande Macit (* 1992), türkischstämmige niederländische Unternehmerin
                    1. Georg Leopold Borwin (* 2023)

                  3. Carl Michael (* 1994)

              2. Helene (1924–1962)
              3. Carl Gregor Herzog zu Mecklenburg (1933–2018) ⚭ 1966 Maria Margarethe Prinzessin von Hohenzollern-Emden (1928–2006)

          4. Marie (1861)
          5. Carl Michael zu Mecklenburg (1863–1934), hat 1928 seinen Neffen Georg Alexander adoptiert. Dessen Nachkommen tragen seither den Namen „Herzog zu Mecklenburg“.

      9. Friedrich (1781–1783)
      10. Augusta (1782)
      11. Karl zu Mecklenburg (1785–1837)

    4. Ernst zu Mecklenburg (1742–1814)
    5. Sophie Charlotte von Mecklenburg-Strelitz (1744–1818) ⚭ 1761 König Georg III. (Vereinigtes Königreich) (1738–1820)
    6. Georg zu Mecklenburg (1748–1785)

## Siehe auch

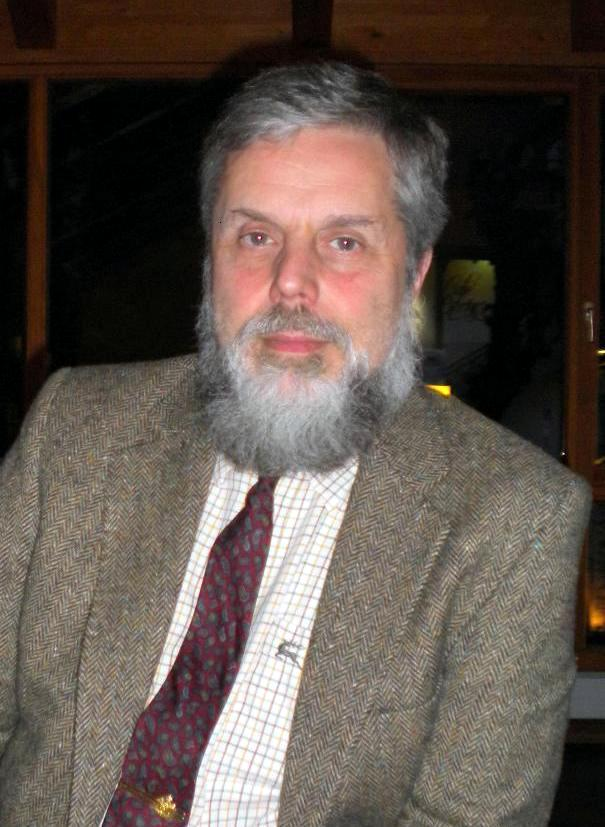
Borwin Herzog zu Mecklenburg (* 1956), Chef des Hauses Mecklenburg-Strelitz und – neben seinen beiden Söhnen – letzter männlicher Obodrite